# Parchen
Parchen is een plaats en voormalige gemeente in de Duitse deelstaat Saksen-Anhalt, en maakt deel uit van de Landkreis Jerichower Land.
Parchen is een Ortschaft van de gemeente Genthin, waartoe ook het dorpje Wiechenberg behoort. Het telt 800 à 900 inwoners. 
Parchen ligt ongeveer 7 km ten zuidwesten van Genthin, aan de Bundesstraße 1.
Het kasteel bij Parchen is in de lente en zomer voor bezichtiging opengesteld. Het herbergt een museum over de landhuizen en kastelen van deze regio. Ook worden er in het toeristenseizoen enkele evenementen georganiseerd. Zie : www.foerderverein-schloss-parchen.de/index.php/de Website Förderverein Schloss Parchen
Zie voor meer informatie onder Genthin.

## Afbeeldingen

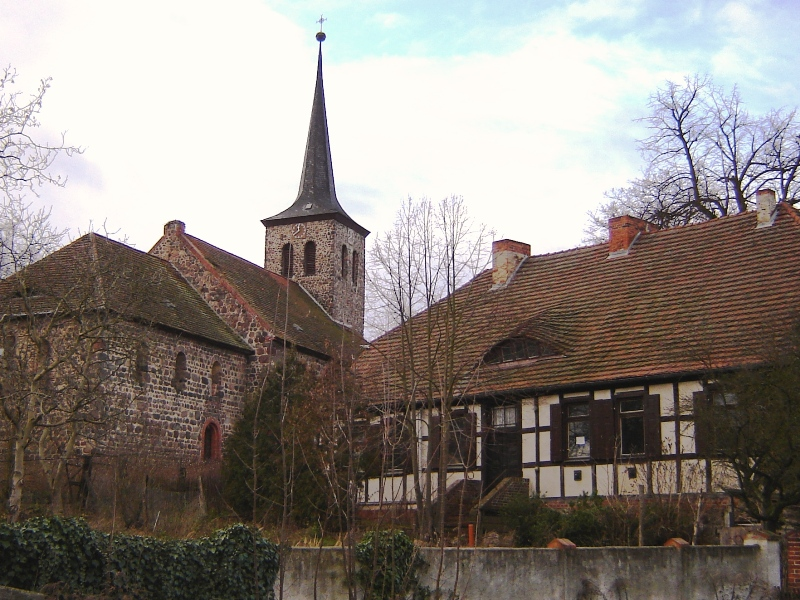
Evang.-lutherse dorpskerk (ca. 1830), pastorie
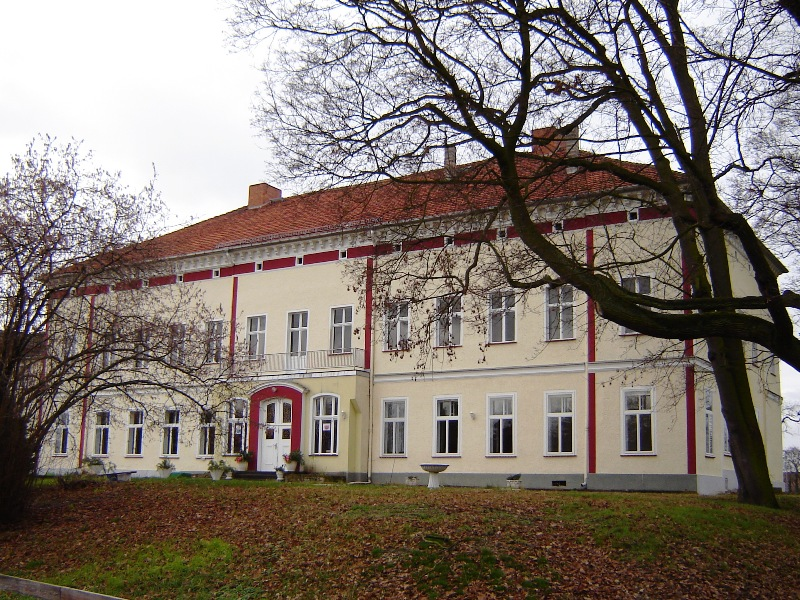
Kasteel Parchen
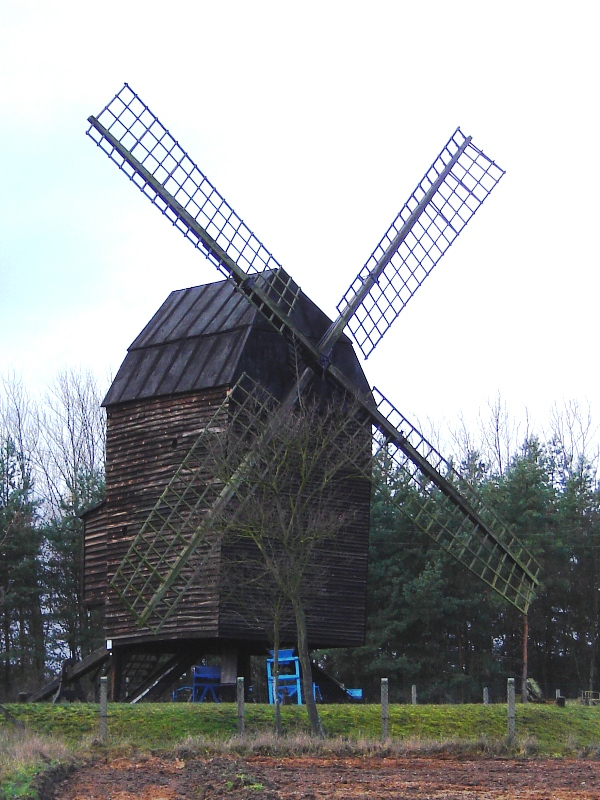
Standerdmolen
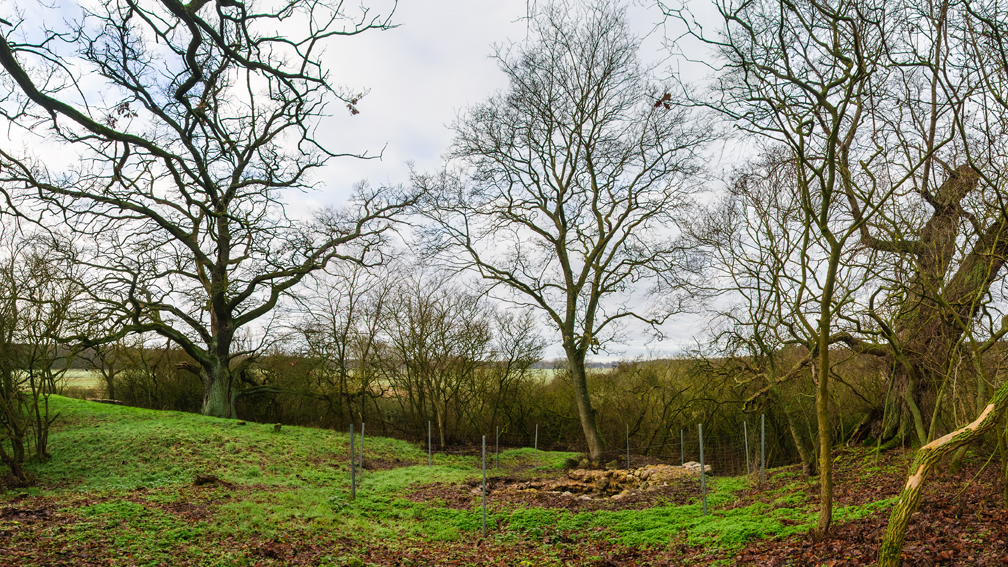
Alte Burg, een vroegmiddeleeuwse ringwal
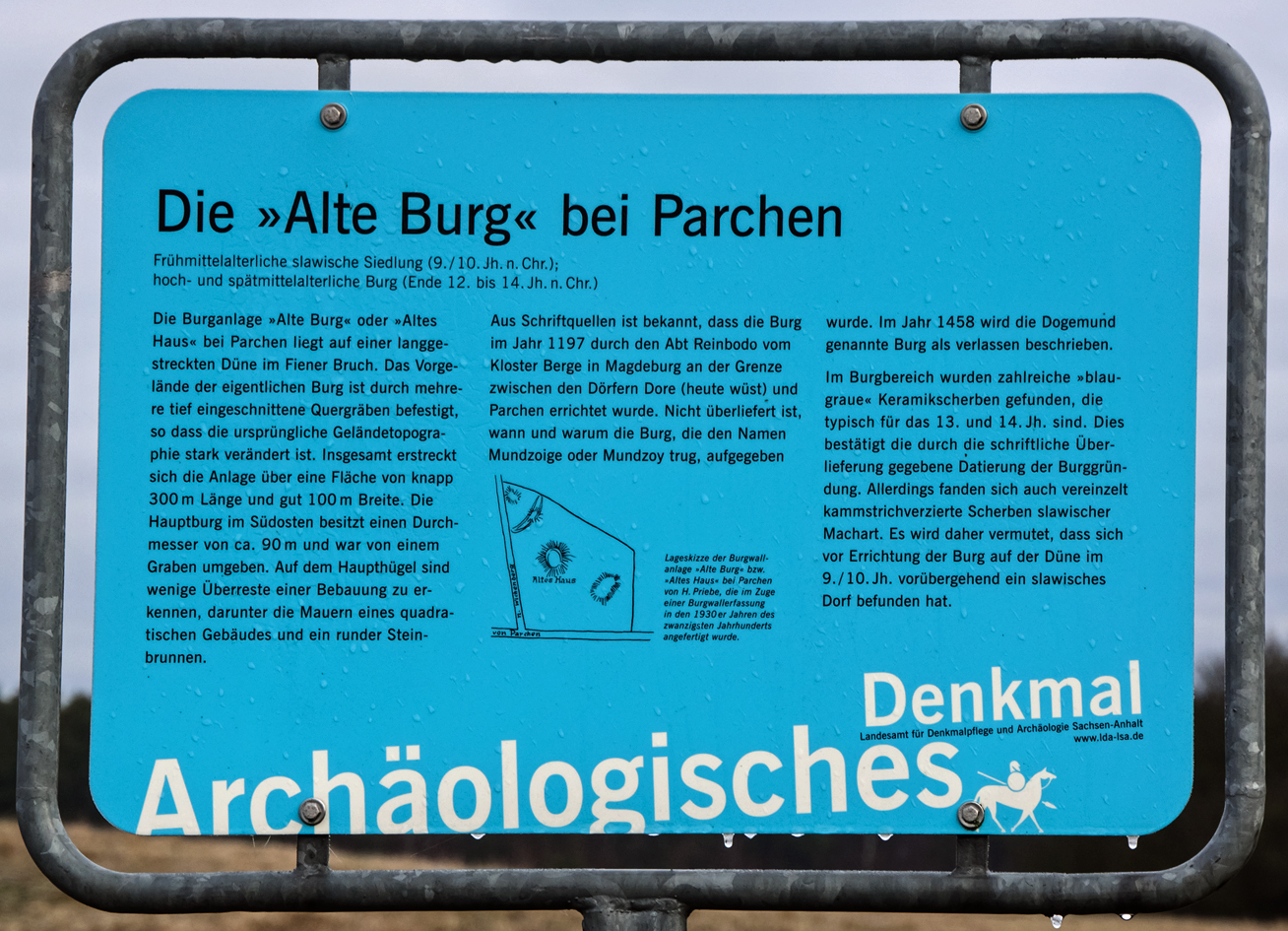
Info-paneel bij de Alte Burg